# Parasitaire plant

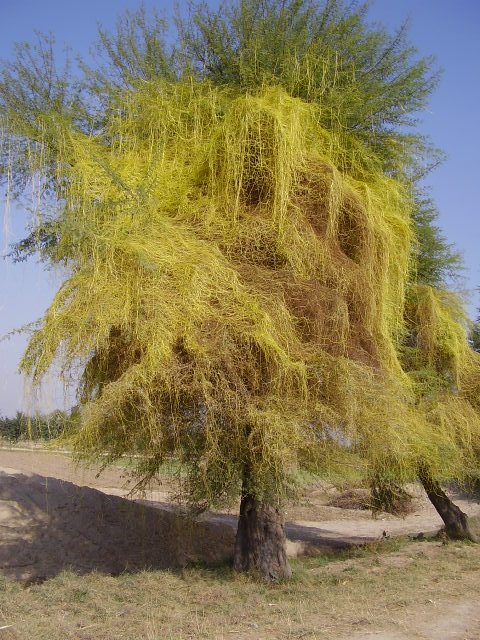
Een Cuscuta op een Acacia in Pakistan

Een parasitaire plant is een plant die op of in een andere plant parasiteert. De parasitaire plant groeit op een waardplant (een plant die functioneert als gastheer) en onttrekt van deze plant voedingsstoffen. De gastheer kan hierdoor belemmerd worden in zijn groei of verzwakken. 
Binnen de bremraapfamilie komen zowel halfparasieten, die bladgroen hebben, als parasieten voor (die geen bladgroen hebben). Soorten met bladgroen, zoals ratelaar en ogentroost kunnen zich zelf nog voorzien van fotosyntheseproducten, de soorten zonder bladgroen zijn daartoe niet in staat en zijn daarvoor afhankelijk van hun waardplant.
De term woekerplant wordt ook wel gebruik bij parasitaire planten, maar ook wel bij planten die door een hele sterke groei andere planten overwoekeren. Dit kan bijvoorbeeld het geval zijn bij invasieve soorten. Dergelijke planten zijn echter niet parasitair. Voorbeelden zijn de reuzenberenklauw (Heracleum mantegazzianum) en de Japanse duizendknoop (Fallopia japonica).